# Dendronephthya gardineri
Dendronephthya gardineri is een zachte koraalsoort uit de familie Nephtheidae. De koraalsoort komt uit het geslacht Dendronephthya. Dendronephthya gardineri werd in 1909 voor het eerst wetenschappelijk beschreven door Thomson & Mackinnon. 